# 顺铂
順鉑（INN：cisplatin）即顺-二氯二氨合铂(II)（cis-diamminedichloroplatinum(II)，CDDP），化學式為cis-[Pt(NH3)2Cl2]（cis有順式之意，參見順反異構），是一种含铂的抗癌药物，棕黄色粉末，属于细胞周期非特异性药物，对肉瘤、恶性上皮肿瘤、淋巴瘤及生殖细胞肿瘤都有治疗功效。它是第一个合成铂类抗癌药物，结构简单，机理明确，并引发了对铂类药物研究的热潮，包括卡铂、奥沙利铂、奈达铂及赛特铂等。
順鉑是鉑的錯合物（配位化合物），作化療之用，針對多種癌症 - 包括睪丸癌、卵巢癌、子宮頸癌、膀胱癌、頭頸癌、食道癌、肺癌、間皮瘤、腦瘤和神經母細胞瘤 - 進行治療。此藥物透過靜脈注射方式給藥。
用藥後常見的副作用有骨髓抑制、聽力減退（包括嚴重聽力損失）、腎毒性和嘔吐。嚴重的副作用有麻木、行走困難、過敏反應、電解質不平衡和心血管疾病。個體於懷孕期間使用會對胎兒造成傷害。順鉑屬於鉑類抗腫瘤藥物家族。它的部分作用是透過與DNA結合而抑制癌細胞的DNA複製。

## 历史
顺铂首先在1845年由M.Peyrone合成，故也称Peyrone盐。阿尔弗雷德·维尔纳在1893年研究了顺铂的结构，但并没有发现它的用途。20世纪60年代，Rosenberg等人研究电场对细菌生长的影响时偶然发现用铂电极电解时，产生的溶液对大肠杆菌的二分裂具有抑制作用。实验证明是生成铂化合物的缘故。进一步研究表明，在铂的一系列配合物中，顺铂的抑制作用最强，从而首次报道了顺铂所具有的广谱的抗癌活性。美国食品药品监督管理局于1978年批准了顺铂的临床应用，此时，很多对它的作用机理的光谱学和物理化学研究也在如火如荼地进行。顺铂的研发，带动了金属配合物在医学领域的发展，对于癌症治疗具有革命性的意义。
首次對順鉑的報導在1845年提出，並於1978年和1979年取得用於醫療用途的核准。它已列入世界衛生組織基本藥物標準清單之中。

## 醫療用途
將順鉑溶於生理食鹽水，透過靜脈推注（短時間）給藥，以治療固態腫瘤和血液惡性腫瘤。包含各種類型的癌症，如肉瘤、某些癌（例如小細胞肺癌、頭頸鱗狀細胞癌和卵巢癌）、淋巴瘤、膀胱癌、子宮頸癌和生殖細胞瘤。
順鉑被引入作為治療睪丸癌標準藥物後，將緩解率從1974年之前的5-10%提高到1984年的75-85%。

## 副作用
由於順鉑會產生許多副作用，因此使用受到限制：
- 腎毒性（腎臟損傷）是限制使用此藥物劑量的主要因素，會直接影響治療的成效。研究人員為降低腎毒性副作用，正在積極探索多種方法，包括增加水分攝取、使用阿米福斯汀（英语：amifostine）等藥物、調整細胞內的物質運輸、以及利用抗氧化劑、抗發炎藥物，及環氧二十碳三烯酸（英语：epoxyeicosatrienoic acid）（還有其類似物）等來保護人體[14][15]。
- 透過在治療前後進行神經傳導測試（英语：nerve conduction study）可預測神經毒性（神經損傷）。順鉑常見的神經系統副作用包括視覺感知和聽力障礙，這些副作用可能在治療開始不久後發生。雖然透過干擾DNA複製而觸發細胞凋亡仍是順鉑的主要機制，但尚未發現這會導致神經副作用。順鉑會增加中樞神經系統中1-磷酸鞘氨醇（英语：sphingosine-1-phosphate）的水平，導致個體的化療後認知異常發生[16][17]。
- 噁心與嘔吐：順鉑是最會致吐的化療藥物之一，但這種症狀可使用預防性止吐藥（昂丹司瓊、格拉司瓊等）與皮質類固醇合併來控制。阿瑞匹坦合併昂丹司瓊和地塞米松已被證明對於高致吐性化療，比單獨使用昂丹司瓊和地塞米松效果更好。
- 順鉑會導致嚴重的耳毒性（英语：Ototoxicity）和聽力損失，往往會限制藥物的使用劑量[4]。美國食品藥物管理局（FDA)）於2022年9月批准商品名為Pedmark的硫代硫酸鈉，用於降低接受順鉑治療的患者出現耳毒性和聽力損失的風險[18][19][20]。目前正在研究注射乙醯半胱氨酸作為預防之用[4][21]。
- 電解質不平衡：順鉑會引起低鎂血症、低血鉀和低鈣血症。順鉑所引發的低鈣血症，並非直接作用，而是間接透過誘發低鎂血症而產生。
- 使用順鉑幾個療程後可能會出現溶血性貧血（英语：Hemolytic anemia）。有人認為與順鉑-紅細胞膜反應的抗體是導致溶血反應的原因[22]。

## 作用机理
顺铂进入体内后，一个氯缓慢被水分子取代，形成[PtCl(H2O)(NH3)2]+，其中的水分子很容易脱离，从而铂与DNA碱基一个位点发生配位。然后另一个氯脱离，铂与DNA单链内两点或双链发生交叉联结，如下圖下方路徑，抑制癌细胞的DNA复制过程，使之发生细胞凋亡；但亦可能在細胞外或是細胞核中，與血清白蛋白（細胞外）或穀胱甘肽（細胞核中）結合，使藥物去活性，如下圖上方路徑：

順鉑的藥物化學機制

順鉑的藥物化學機制

## 藥理學
順鉑進入人體後，最常見的結合方式是與兩個相鄰的嘌呤鹼基形成交聯。這種交聯會嚴重干擾DNA的正常功能，進而導致細胞死亡。此外，順鉑還可與細胞中的蛋白質結合，進一步干擾細胞分裂。而達到治療目的。

### 順鉑抗藥性
顺铂使用时间长时，大部分病人都会对顺铂产生抗性，从而疾病复发。对此有很多解释，包括细胞对顺铂的解毒增强，对细胞凋亡的抑制，以及DNA修复能力增强，等等。临床上一般多用紫杉醇联合顺铂方案治疗对顺铂产生抗性的病人，其机理目前尚不明确。
順鉑組合化療是治療多種癌症的重要手段，但隨著治療的進行，癌細胞常會對順鉑產生抗藥性，導致療效下降。研究發現癌細胞可能透過多種機制來抵抗順鉑的殺傷作用，這也是目前抗癌藥物研究的重要課題。奧沙利鉑是一種在實驗室研究中，顯示出對順鉑抗藥性癌細胞具有活性的藥物，但其臨床療效仍有待進一步證實。紫杉醇也是一種可能對順鉑抗藥性癌細胞有效的藥物，但其作用機制尚未被了解。這些發現為順鉑抗藥性癌細胞的治療提供新的潛在方向，但仍需要更多的臨床研究來驗證。

## 结构与异构体
顺铂的分子式是PtCl2(NH3)2，其中配体的构型为正方形結構，两个氯和氨配体都处于邻位，称为“顺式”，因此有极性。
反-二氯二氨合铂(II)是顺铂的顺反异构体，但两个氯和氨配体都处于对位，称为“反式”，因此与顺铂性质不同，有毒且无抗癌活性。它是淡黄色固体，没有极性，在水中的溶解度小于顺铂。受空间位置影响，双齿的草酸根离子无法与铂反式配位，故它无法与草酸反应。顺铂加热到170°C时可以转化为反式的异构体。为了去除顺铂中的反式异构体，Woollins等人的方法是用硫脲处理样品，反应产物可用高效液相层析仪法分离和检测，该法用于分离和检测两种异构体的含量。

### 反鉑
反鉑（transplatin）是順鉑（Cisplatin ）的反式異構體（參見"順反異構"），其化學式為trans-[PtCl2(NH3)2]（trans為反式之意），且未表現出相當有效的藥理作用。

## 作用机理
顺铂进入体内后，一个氯缓慢被水分子取代，形成[PtCl(H2O)(NH3)2]+，其中的水分子很容易脱离，从而铂与DNA碱基一个位点发生配位。然后另一个氯脱离，铂与DNA单链内两点或双链发生交叉联结，如下圖下方路徑，抑制癌细胞的DNA复制过程，使之发生细胞凋亡；但亦可能在細胞外或是細胞核中，與血清白蛋白（細胞外）或穀胱甘肽（細胞核中）結合，使藥物去活性，如下圖上方路徑：

## 合成
顺铂的合成以氯亚铂酸钾为原料，用氨取代配体中的氯。第一个氨可以取代任何一个氯，结果是等同的。第二个氨可以取代第一个氨的邻位或反位，受所谓反位效应的影响，由于氯在反位引起取代反应的能力强于氨，故第二个氨取代一个氯的反位（即两个氨配体处于邻位），形成顺铂。由于碘的反位效应比氯更强，而且反应产物产率和纯度都比较高，故一般先用过量的碘化钾处理氯亚铂酸钾，反应完后再用硝酸银和氯化钾将碘除去。

## 歷史
化合物cis-[Pt(NH3)2Cl2]由義大利化學家Michele Peyrone於1845年首次提出描述，長期以來被稱為Peyrone鹽。化合物的結構由瑞士化學家阿爾弗雷德·維爾納於1893年推導而得。密西根州立大學研究人員巴涅特·洛森柏格、房·坎普（Van Camp）等人於1965年發現鉑電極的電解可抑制大腸桿菌繁殖，這項發現導致觀察到cis-[PtCl2(NH3)2]確實對消除大鼠身上的肉瘤非常有效。這項發現經證實，以及對其他腫瘤細胞系的測試，最終啟動順鉑的醫學應用。FDA於1978年12月19日核准順鉑用於治療睪丸癌和卵巢癌。於1979年在英國（以及其他幾個歐洲國家）取得核准。第一個被開發出來的此類藥物即為順鉑。小兒科腫瘤科醫師Roger Packer於1983年開始將順鉑納入輔助化療藥物，用於治療兒童成神經管細胞瘤，這種新方案（Packer Protocol）讓成神經管細胞瘤患者的無疾病存活率顯著提高（高達85%左右）。Packer Protocol從此成為成神經管細胞瘤的標準治療方法。同樣的，順鉑被發現對治療睪丸癌特別有效，將治癒率從原來的10%提高到85%。

## 合成
順鉑的合成從四氯鉑酸鉀開始。有多種程式可供選擇。

## 研究
研究顯示，結合奧傑療法（一種放射治療法）可增強順鉑的療效。由於順鉑的副作用而限制其在臨床的應用，因此迫切需要開發新型鉑基抗腫瘤藥物。 研究者們將目光轉向結構新穎的鉑(II)和鈀(II)化合物，期望能找到具有更佳治療指數的候選藥物。由烷二胺鏈（alkandiamine chain）連接的順鉑類似物是一類備受關注的化合物，在癌症化療領域展現出潛力。

## 延伸閱讀
- Dabrowiak, James C. .  1. John Wiley & Sons. 2009: 73–107. ISBN 978-0-470-68196-1. doi:10.1002/9780470684986.ch3 （英语）.
- Riddell IA, Lippard SJ. . Sigel A, Sigel H, Freisinger E, Sigel RK  (编). . Metal Ions in Life Sciences 18. Berlin: de Gruyter GmbH. 2018: 1–42. ISBN 978-3-11-046984-4. PMID 29394020. doi:10.1515/9783110470734-007.

## 外部連結
- . Drug Information Portal. U.S. National Library of Medicine.
- IARC Monograph: "Cisplatin" （页面存档备份，存于）
- Wikiversity page for the International Ototoxicity Management Group: https://en.wikiversity.org/wiki/International_Ototoxicity_Management_Group_(IOMG) （页面存档备份，存于）